# البهائية في باربادوس
بدأ ظهور البهائية في بربادوس بذكر من عبد البهاء، الذي كان حينها رأس الدين، في عام 1916 حيث كانت منطقة الكاريبي من الأماكن التي دعا البهائيون لنشر الدين فيها. أول بهائي زار البلاد كان في عام 1927، في حين وصل الرواد البهائيون بحلول عام 1964، وتم انتخاب أول المحفل الروحاني المحلي في عام 1965. وقد حضر يد أمر الله علي محمد الورقا انتخاب المحفل الروحاني الوطني للبهائيين في بربادوس لأول مرة في عام 1981.

## الحجم والتركيبة السكانية
أفاد التعداد السكاني الحكومي لعام 2010 بوجود 178 بهائيًا في الجزيرة، بينما يقدّر البهائيون عدد أتباعهم بحوالي 400 عضو. قدّرت شعبة الإحصاءات التابعة للأمم المتحدة وجود 98 بهائيًا في عام 2016، وفي عام 2010 قدّرت جمعية أرشيف بيانات الأديان (اعتمادًا على الموسوعة المسيحية العالمية) أن حوالي 1.2٪ من سكان بربادوس - أي نحو 3,300 شخص - كانوا بهائيين.

## ما قبل التاريخ
قد يكون هوبرت باريس أول باربادوسي يلتقي بالديانة البهائية. كان باريس وزيراً مسيحياً من بربادوس، يعمل في مجال العلاقات التجارية مع المملكة المتحدة حتى حوالي عام 1899، وكان يعمل مع فيكتور برانفورد ويسافر إلى أيرلندا. كما التحق بكلية المعلمين بجامعة كولومبيا في نيويورك عام 1899.
خلال صيف أعوام 1902 و1903 و1904، ألقى باريس محاضرات في غرين أكر ضمن مدرسة مونسالفات للدراسات المقارنة للأديان. وكانت مواضيع محاضراته تشمل "المرأة الهندية الغربية"، "كيف صنعت الطوب من دون تبن"، "حركة التعاونيات في إنجلترا"، و"هوراس بلنكيت وخلاص أيرلندا الاقتصادي والصناعي". خلال تلك الفترة، قدم غرين أكر أيضاً محاضرات لعلماء بهائيين مثل ميرزا أبو الفضل، وكانت مؤسسة غرين أكر، سارة فارمر، قد اعتنقت البهائية عام 1900.
تخرج باريس عام 1905 من جامعة هوارد، ورُسِّم ككاهن أسقفي وخدم في كنائس جنوب شرق الولايات المتحدة لأكثر من عقد. ثم بدأ العمل في المجال الطبي، ونال درجة الدكتوراه من جامعة شو في ولاية كارولاينا الشمالية، وحصل على الترخيص.
منذ خريف 1915 بدأ بممارسة الطب في ويلمنغتون بولاية نورث كارولاينا، واستمر في عمله الكهنوتي حتى عام 1920، حينما استقال من الكنيسة الأسقفية، لكنه واصل مزاولة مهنته الطبية. وبحلول عام 1924 لم يعد مقيماً في ويلمنغتون، وأصبح معروفاً بأنه طبيب ريفي صغير في بلدة "ريتش سكوير"، حيث أُشير إليه حينها كبهائي.

كتب عبد البهاء، نجل مؤسس الديانة البهائية، سلسلة من الرسائل أو الألواح إلى أتباع الدين في الولايات المتحدة بين عامي 1916 و1917؛ وقد جُمعت هذه الرسائل في كتاب بعنوان ألواح الخطة الإلهية. كانت اللوح السادس أول من أشار إلى مناطق أمريكا اللاتينية، وقد كُتب في 8 أبريل 1916، لكن تقديمه في الولايات المتحدة تأخر حتى عام 1919، بعد نهاية الحرب العالمية الأولى والإنفلونزا الإسبانية. كانت أولى التحركات التي قامت بها الجماعة البهائية تجاه أمريكا اللاتينية من قِبل عدد قليل من الأفراد الذين قاموا برحلات إلى المكسيك وأمريكا الجنوبية قرب أو قبل هذا الإعلان في عام 1919، ومنهم السيد والسيدة فرانكلاند، وروي سي. ويلهلم، ومارثا روت. وقد تُرجم اللوح السادس وقُدم بواسطة ميرزا أحمد صُهراب في 4 أبريل 1919، ونُشر في مجلة نجمة الغرب في 12 ديسمبر 1919.
يقول حضرة المسيح: سافروا إلى الشرق والغرب من العالم وادعوا الناس إلى ملكوت الله... سافروا إلى جزر جزر الهند الغربية مثل كوبا، هايتي، بورتو ريكو، جامايكا، وجزر الأنتيل الصغرى (بما فيها باربادوس)، وجزر البهاما، وحتى جزيرة واتلنغ الصغيرة، فإن لها أهمية عظيمة...
في عام 1927، كانت ليونورا أرمسترونغ أول بهائية تزور العديد من دول أمريكا اللاتينية، بما فيها باربادوس، لإلقاء محاضرات عن العقيدة البهائية، ضمن خطتها لإتمام نية مارثا روت التي لم تتحقق في زيارة جميع دول أمريكا اللاتينية بغرض تقديم الدين للناس.

### خطة السنوات السبع والعقود التالية
كتب شوقي أفندي برقية في 1 مايو 1936 إلى المؤتمر السنوي البهائي في الولايات المتحدة وكندا، دعا فيها إلى البدء بتنفيذ رؤية عبد البهاء بشكل منظم. وجاء في برقيته:
ناشد المندوبين المجتمعين التأمل في النداء التاريخي الذي أطلقه عبد البهاء في ألواح الخطة الإلهية. أحث على مداولات جادة مع الهيئة الوطنية الجديدة لضمان تحقيقها الكامل. القرن الأول من العصر البهائي يشارف على نهايته. البشرية تدخل في أطراف أخطر مراحل وجودها. فرص الساعة الراهنة ثمينة بلا قياس. ليت كل ولاية من ولايات الجمهورية الأمريكية وكل جمهورية في قارة أمريكا تتبنى نور دين بهاء الله قبل نهاية هذا القرن المجيد وتؤسس الأساس الهيكلي لنظامه العالمي.
وبعد هذه البرقية، جاءت أخرى من شوقي أفندي في 19 مايو تدعو إلى إرسال روّاد دائمين إلى جميع بلدان أمريكا اللاتينية. وقامت الهيئة الروحانية الوطنية للولايات المتحدة وكندا بتعيين لجنة أمريكا اللاتينية للإشراف على التحضيرات. خلال مؤتمر أمريكا الشمالية البهائي عام 1937، أرسل شوقي أفندي برقية ينصح فيها بتمديد المداولات للسماح للمندوبين والهيئة الوطنية بالتشاور بشأن خطة تمكن البهائيين من الذهاب إلى أمريكا اللاتينية، بالإضافة إلى استكمال الهيكل الخارجي لمشرق الأذكار في ويلمِت، إلينوي. وقد دشنت خطة السنوات السبع الأولى (1937–1944)، وهي خطة دولية صممها شوقي أفندي، وكُلف بها البهائيون الأمريكيون لتأسيس الدين البهائي في كل بلد في أمريكا اللاتينية. ومع انتشار البهائيين الأمريكيين في المنطقة، بدأت الجامعات الروحانية المحلية في التشكّل عام 1938 في بقية بلدان أمريكا اللاتينية.
وكان أول من اعتنق البهائية في جزر البهاما، تشارلز وينفيلد سمول، هو أيضًا من زار باربادوس لاحقًا في عام 1958. وبحلول خريف 1964، كان السيد دي. آر. هولدر وإيتا وودلن من الروّاد، وقد يكون هناك بهائيان من أبناء باربادوس. وبحلول أبريل 1965، كانت قد تشكلت جامعتان - بحد أدنى 18 شخصًا بما فيهم وودلن. ومع ذلك، توفيت وودلن في يونيو أثناء رحلة عودتها إلى الولايات المتحدة، لكن وصيتها تضمنت توفير مركز بهائي.

## التنمية الإقليمية والدولية
منذ عام 1951، نظم البهائيون جمعية وطنية إقليمية تشمل المكسيك وأمريكا الوسطى وجزر الأنتيل. ومنذ عام 1966، تم إعادة تنظيم المنطقة بين البهائيين في جزر ليوارد، وجزر وينوارد، وجزر العذراء، وكان مقرها في شارلوت أمالي، جزر العذراء الأمريكية. في أكتوبر 1966، تم التخطيط لرحلة إلى عشر جزر من قبل لورين لاندو، رائدة في باربادوس. ومن بين الزوار البارزين كانت يد الأمر روحية خانم عندما قامت بجولة في جزر الكاريبي لمدة خمسة أسابيع في عام 1970. كانت الأيام الخمسة التي قضتها روحية خانم في هناك مليئة بالأنشطة. التقت بالحاكم العام السير وينستون سكوت، الذي كان أيضًا طبيبًا، وناقشت معه الإيمان والمواضيع ذات الصلة لمدة نصف ساعة في مقابلة ودية للغاية. كان التغطية الصحفية والإذاعية ممتازة. استمعت النساء البارزات إلى محاضرة غير رسمية ألقيت في استقبال تكريمي لها. تم عقد مدرسة للتعمق والتدريس ليوم واحد، وكان جميع البهائيين وأصدقائهم المهتمين حاضرين، كما ألقت روحية خانم خطابًا في اجتماع عام وتمت مقابلتها في برنامج أسبوعي على الراديو.
من عام 1972، تم إعادة تنظيم الجمعية الإقليمية لتشمل باربادوس، وسانت لوسيا، وسانت فنسنت، وجرينادا، وجزر وينوارد الأخرى. حضر يد الأمر علي محمد فرقا الانتخابات الافتتاحية للجمعية الوطنية الروحية للبهائيين في باربادوس في عام 1981.

## المجتمع الحديث
منذ نشأته، كان للدين دور في التنمية الاجتماعية والاقتصادية دخل الدين مرحلة جديدة من النشاط عندما تم إصدار رسالة من البيت العالمي للعدل بتاريخ 20 أكتوبر 1983. تم تحفيز البهائيين للبحث عن طرق تتماشى مع تعاليم البهائية التي يمكنهم من خلالها المشاركة في التنمية الاجتماعية والاقتصادية للمجتمعات التي يعيشون فيها. في عام 1979، كان هناك 129 مشروعًا معترفًا به رسميًا من مشاريع التنمية الاجتماعية والاقتصادية للبهائيين. وبحلول عام 1987، ارتفع عدد المشاريع المعترف بها رسميًا إلى 1482.

## وصلات خارجية
- Hubert Parris، Bahaipedia.org
- بهائيون في باربادوس
- بهائيون في نو-روز في باربادوس، بواسطة Islandheart9، 24 أغسطس 2011